# سد نیرجی
سد نیرجی (به لاتین: Nierji Dam) یک سد خاکی و نیروگاه برقابی در چین است که در Morin Dawa Daur Autonomous Banner واقع شده‌است.